# Balleny Fracture Zone
Balleny Fracture Zone – oceaniczna strefa spękań na Oceanie Południowym, położona na południe od Wysp Balleny’ego. Jej nazwa została zatwierdzona w grudniu 1971 roku przez organizację Advisory Committee for Undersea Features.